# Thera nigrolucens
Thera nigrolucens är en fjärilsart som beskrevs av Barend J. Lempke 1950. Thera nigrolucens ingår i släktet Thera och familjen mätare. Inga underarter finns listade i Catalogue of Life.